# Adrian Fein
Adrian Fein (München, 1999. március 18. –) német labdarúgó, aki jelenleg a Bayern München játékosa de kölcsönben a Greuther Fürthben szerepel.

## Pályafutása
Fein 4 éves korában kezdett el futballozni a SpVgg Helios München csapatában. Mielőtt a Bayern München Junior Csapatába került volna, megfordult a rivális  1860 Münchennél is. 
2018-ban egy teljes szezont a német másodosztályú Jahn Regensburg csapatánál töltött. Majd 1 év múlva újra kölcsönben játszott Hamburgban.
A 2020/21-es szezont a Bayern Münchennél kezdte meg. De a szezon közepén megegyezett a holland PSV Eindhoven csapatával. 2021. július 14-én a frissen első osztályba jutó Greuther Fürthbe igazolt, ahol a 6-os számú mezt fogja viselni.

## Külső hivatkozások
- Ismertetője a transfermarkt.de honlapján